# Pattino da ghiaccio

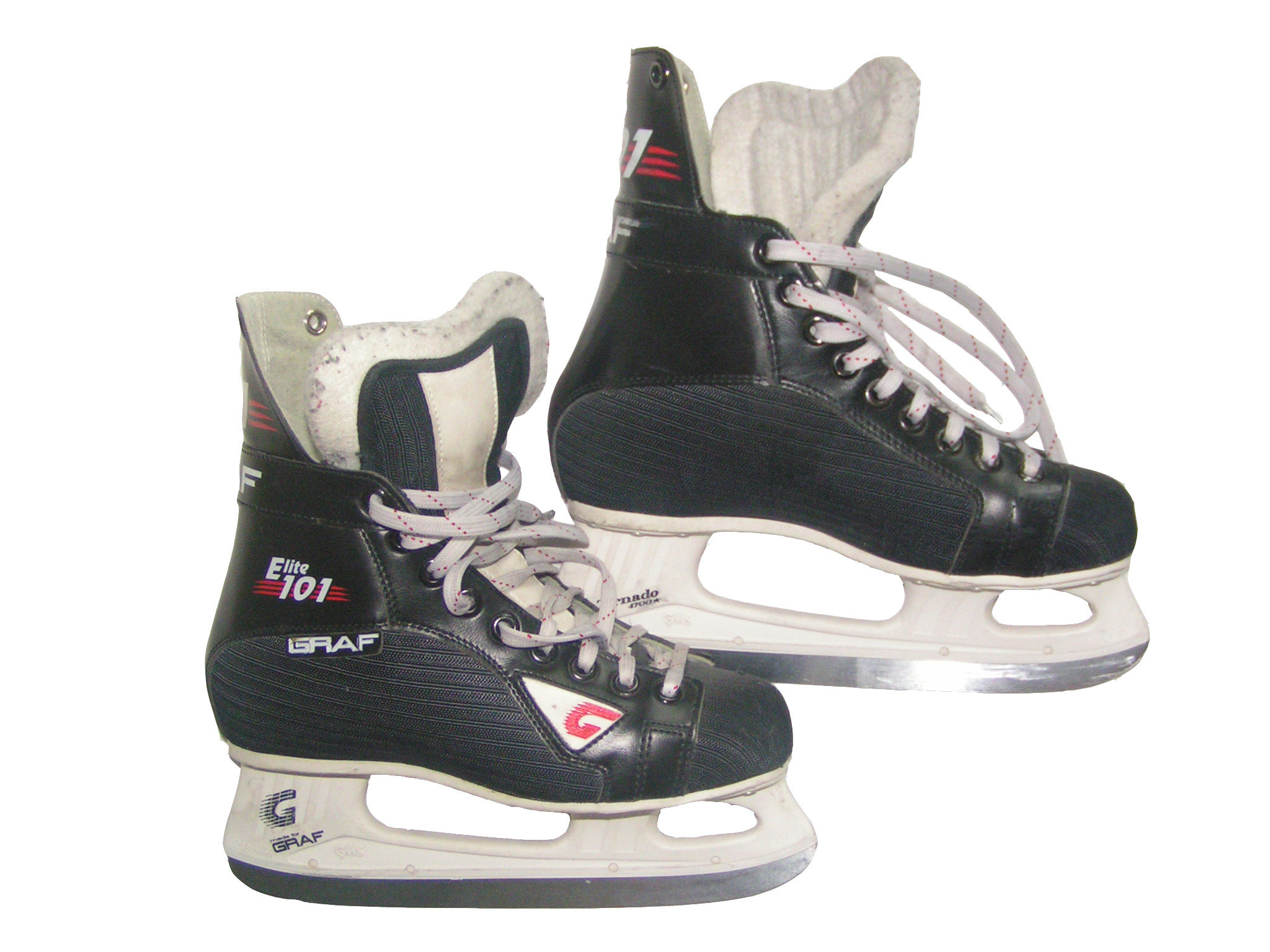
Pattini da ghiaccio

I pattini da ghiaccio sono composti da una scarpetta, costruita con materiale diverso a seconda delle esigenze: kevlar e/o pelle (spesso sintetica) per i pattini da pattinaggio artistico, sempre kevlar o a volte addirittura carbonio per l'hockey.
Lo chassie è una "mezzaluna", di materiale plastico che collega la scarpetta alla lama (nel caso di pattini da hockey). Diversamente dall'hockey, i pattini da pattinaggio artistico presentano lo chassie come un tutt'uno con la lama.
Guardando il pattino "in lungo" (cioè con lo sguardo dalla parte posteriore verso la parte anteriore o viceversa) si nota che la lama è spessa alcuni millimetri e la parte a contatto con il ghiaccio è concava, con gli spigoli taglienti come coltelli (cosiddetti "fili") per poter dare la necessaria presa e direzionalità nel ghiaccio; i pattini per pattinaggio artistico, inoltre, presentano nella parte anteriore, a breve distanza dal piano di scivolamento, una lavorazione dentellata che permette un forte attrito, dando un punto di forza da cui partire nei vari salti.